# 科里·奧基夫
科里·詹姆斯·約翰·奧基夫（英語：Corey James John O'Keeffe，1998年6月5日—）是一名英格蘭足球運動員，司職後|衛和中場，現時效力英甲球會格林森林流浪。

## 球會生涯
科里·奧基夫先在吉百利體育會學習足球，2008年獲伯明翰賞識共加入其青訓學院，2014年7月獲得球會獎學金，加入球會U18。
2016年5月，他簽下首份職業合約，為期兩年。2016年球隊預備隊參加伯明翰高級盃決賽不敵時索利赫爾摩爾，他亦在球隊替補名單，但沒有上場。
經過一輪在U23上場比賽及與一線隊跟操出色的表現後，奧基夫在2016年12月獲分發一線隊球衣號碼。他首次在一線隊上場是12月10日英冠聯賽作客纽卡斯尔，於74分鐘換入，球隊以4-0落敗。這亦是他在該球季唯一一次在一線隊上場。
2017年8月，他簽下一份新的3年合約。由於仍未能獲得一線隊上場機會，奧基夫被外借到英格蘭全國聯賽（第一級）球會索利赫爾摩爾至2018年2月17日。加盟索利赫爾摩爾後便立即正選上場，參加了接下來對瑟頓聯的比賽。共有8場正選紀錄，然而他並不是常規主力，因此在同年12月被召回。

## 國家隊生涯
科里·奧基夫代表愛爾蘭U17參加了歐洲U-17足球錦標賽參格賽6場比賽並打進1球。比賽中他先發上場2次，然而愛蘭爾在分組賽出局。
奧基夫亦代表愛爾蘭U18參加2015年11月對捷克U18的友誼賽，及2016年3月對英格蘭U18的友誼賽，此外亦與伯明翰隊友罗南·哈勒（Ronan Hale）一起參加了5月對德國U18的友誼賽。9月，他代表愛爾蘭U19參加對奧地利U19的友誼賽，亦在下半場擔任隊長；10月參加了2017年歐洲U-19足球錦標賽資格賽的兩場賽事。